# Little Girl Blue (album)
Little Girl Blue je debitantski album pjevačice, pijanistice i kantautorice Nine Simone (1933. – 2003.) za izdavačku kuću Bethlehem Records. Također je izdan pod imenom Jazz As Played in an Exclusive Side Street Club. Nina je bila u dvadesetim godinama života kada je snimila ovaj koncert, još uvijek želeći postati klasičnom koncertnom pijanisticom. Odmah je prodala autorska prava za ovaj album za 3000 dolara, čime je izgubila prihod od tantijema koji se procjenjuje na preko milijun dolara. Nina nije bila zadovoljna nedostatkom napora izdavačke kuće pri promociji albuma, te je nakon njega prešla u dugu suradnju s kućom Colpix Records. Album Nina Simone and Her Friends izdan je nakon što je otišla i sadržavao je preostale neiskorištene pjesme sa snimanja ovog albuma.

## Sadržaj
- "I Loves You Porgy", arija iz opere Georgea Gershwina Porgy i Bess. Ova pjesma začela je njenu karijeri i u SAD-u je ostao jedini njezin hit koji se pojavio na Billboardovoj ljestvici.
- "Mood Indigo" također se pojavljuje na albumu Let It All Out.
- "Love Me or Leave Me" pojavljuje se u filmu Billy's Hollywood Screen Kiss iz 1998., kao i "Let It All Out".
- "Plain Gold Ring" su kasnije obradili Nick Cave and the Bad Seeds.
- "My Baby Just Cares for Me", vjerojatno Ninin najveći hit bio je jedna od posljednjih pjesama izvedenih na snimanju albuma, jer je izdavačka kuća htjela završiti album veselijom pjesmom. Relativno nepoznata pjesma postala je hit kada je ponovo izdana u 80-ima, nakon što se pojavila u britanskoj reklami za parfem Chanel no. 5. To je pomoglo da se gotovo zaboravljena Nina Simone ponovo vrati na scenu.

## Popis pjesama
1. "Mood Indigo"
2. "Don't Smoke in Bed"
3. "He Needs Me"
4. "Little Girl Blue"
5. "Love Me or Leave Me"
6. "My Baby Just Cares for Me"
7. "Good Bait (instrumental)"
8. "Plain Gold Ring"
9. "You'll Never Walk Alone (instrumental)"
10. "I Loves You Porgy"
11. "Central Park Blues (instrumental)"

## Suradnici
- Nina Simone - vokal, klavir
- Jimmy Bond - kontrabas
- Tootie Heath - bubnjevi